# Vangjush Mio
Vangjush Mio, född 3 mars 1891 i Korçë, död 30 december 1957 i Korçë, var en albansk målare.
Mio studerade konst vid universitetet i Rumäniens huvudstad Bukarest. Efter att ha slutfört sina studier höll han sina första utställning. Han fick titeln Folkets artist i Albanien (Artisti i Popullit).